# Infeções por ancilostomídeos
As infeções por ancilostomídeos são infeções intestinais causadas por parasitas da família dos ancilostomídeos. As duas infeções por ancilostomídeos mais comuns entre seres humanos são a ancilostomíase, causada pela espécie Ancylostoma duodenale, e a necatoríase, causada pela espécie Necator americanus. Os primeiros sinais são prurido e uma erupção cutânea no local da infeção. As pessoas afetadas por poucos parasitas podem não manifestar outros sintomas. As pessoas infetadas por muitos parasitas podem manifestar dor abdominal, diarreia, perda de peso e fadiga. A doença pode também afetar o desenvolvimento mental e físico das crianças.
Os parasitas depositam os ovos nas fezes das pessoas infetadas. Quando as fezes são deixadas ao ar livre, os ovos eclodem em larvas (parasitas imaturos), que são capazes de penetrar na pele. Um dos tipos pode também ser transmitido por alimentos contaminados. Entre os fatores de risco estão caminhar descalço em climas quentes, onde geralmente as condições de saneamento são más. O diagnóstico é realizado observando ao microscópio uma amostra de fezes para detectar a presença de ovos do parasita.
A nível pessoal, a doença pode ser prevenida  evitando caminhar descalço em regiões onde a doença é comum. A nível populacional, as medidas de prevenção consistem em evitar a defecação ao ar livre, evitar usar fezes como fertilizante e desparasitação em massa. O tratamento geralmente consiste na administração de albendazol ou mebendazol durante um a três dias. Em pessoas com anemia podem ser necessários suplementos de ferro. Entre as complicações da doença estão a anemia e a deficiência de proteínas.
Em 2015, cerca de 428 milhões de pessoas foram infetadas por ancilostomídeos. Embora as infeções mais graves possam ocorrer tanto em crianças como em adultos, são menos comuns em adultos. Raramente as infeções causam a morte. A infeção por ancilostomídeos é uma helmintíase transmitida pelo solo e encontra-se classificada como doença tropical negligenciada.

## Sinais e sintomas
Pessoas saudáveis e com alimentação rica em ferro podem não perceber os sintomas. As larvas de ancilostomídeos deixam uma sensação de picada no local onde entram, que fica inchada e vermelha, causando coceira por dias e as vezes reação alérgica. Os sintomas mais comuns da infecção são:
- Diarreia ou obstipação;
- Cólica e dor de barriga;
- Náusea e vômito;
- Febre;
- Perda de apetite;

Casos avançados podem envolver:
- Palidez ou pele amarelada;
- Em 10% dos casos causa anemia ferropriva por desnutrição;
- Déficit físico e mental permanente;
- Dor de barriga alérgica persistente (Enterite eosinofílica).

### Complicações
Em pessoas que não tem alimentação balanceada, principalmente crianças e idosos pode resultar em anemia por deficiência de ferro e baixos valores de proteínas no sangue. Nas crianças, o sangramento crônico pode provocar atraso de crescimento, insuficiência cardíaca e tumefacção generalizada dos tecidos. Nesses casos pode ser possível encontrar sangue nas fezes.

## Causas
O Ancylostoma duodenale e o Necator americanus são espécies aparentadas de vermes parasitas nematelmintos, com corpos filiformes e fêmeas até um centímetro maiores que os machos, geralmente de 0,8 a 1,3 cm. As suas extremidades anteriores têm a forma de um gancho, especialmente nos Necator, e possuem boca armada com placas ou espinhos duros e bastante resistentes.
O Ancylostoma braziliense e Ancylostoma tubaeforme infectam felinos e humanos, o Ancylostoma caninum infecta canídeos e humanos e o Stenocephala uncinaria infecta tanto cães quanto gatos.
O Ancylostoma duodenale é encontrado na zona do Mediterrâneo, Índia, China e Japão; já o Necator americanus é típico das zonas tropicais de África, da Ásia e da América. O Ancylostoma braziliense é encontrado na América do sul e é mais popularmente conhecido como bicho-geográfico por "desenhar mapas" na planta do pé.

### Ciclo de vida do Ancilostoma
Os ovos têm 60 micrometros e são eliminados nas fezes humanas. Na terra quente e úmida, os ovos eclodem, depois de terem incubado um ou dois dias, liberando larvas (em estágio L1), que sofrerão mudanças (ou eclises), até atingir a forma L3, denominada filarióide ou infectante. As larvas rabditóides (L1 e L2) levam por volta de uma semana para tornarem-se filarióide, a qual é capaz de viver por mais de um mês, procurando encontrar um hospedeiro humano. Se conseguirem, elas são capazes de penetrar na pele intacta, por exemplo através dos pés. Dentro do organismo, invade os vasos linfáticos e sanguíneos e migram pelas veias para os pulmões, via coração. Permanece nos alvéolos e depois migram (ou é tossida) pelos brônquios até à faringe, onde é deglutida inconscientemente para o esôfago. Após passar pelo estômago (a sua cutícula resistente permite-lhe suportar o ambiente ácido) passa ao duodeno (intestino). No intestino se fixa por meio de sua boca com ganchos. É aí que se desenvolvem e acasalam as formas adultas, produzindo mais de 100.000.000 ovos por dia. É importante ressaltar que também ocorre infecção passiva por via oral. Nesse caso, a larva infectante é ingerida em água ou alimentos contaminados e percorre todo o trato gastrointestinal, até atingir o duodeno, habitat do parasita. Durante esse percurso, sofre as mudas necessárias à formação do verme adulto. Essa doença é conhecida popularmente como amarelão, podendo ser causada por dois vermes, o ancilóstomo e o necátor.

## Diagnóstico
O diagnóstico é feito por exames de fezes, e em casos agudos a infestação pode ser detectada também por exame de sangue. Ambos são feitos
através da observação, com auxílio de microscópio, pelos profissionais responsáveis.

## Prevenção
- Utilizar calçados;
- Evitar o contato com possível solo contaminado;
- Asfaltar as ruas e fazer calçadas;
- Bons hábitos de higiene e sanitários;
- Alimentação saudável, rica em vegetais, legumes e frutas (para prevenir anemia);
- Dar antiparasitário aos animais (apesar da infecção inter-espécies ser rara e mais leve).

## Tratamento
Medicamentos anti-helmínticos (drogas que matam os vermes parasitas), como albendazol e mebendazol, são as drogas de escolha para o tratamento de infecções por parasitas. O albendazol é o mais rápido e eficiente, tratando 70% já na primeira dose. As infecções são geralmente tratadas durante 3 dias. Os medicamentos recomendados são eficazes e parecem ter poucos efeitos secundários. Os suplementos de ferro e proteína também podem ser prescritos se a pessoa infectada tem anemia.
No caso de grávidas em locais endêmicos é recomendado tomar um anti-parasitário logo no primeiro trimestre de gestação e complementar a dieta com suplementos de sais minerais e proteínas.

## Epidemiologia

Atualmente a maior parte dos casos graves se concentram nos países africanos, onde há risco de co-infecção com outros parasitas.

Nos anos 90, a OMS estima que mais de um bilhão de pessoas foram infectadas no mundo, porém menos da metade tiveram os sintomas. No Brasil entre 1920 e 1998 a prevalência caiu de 74% para 5,4 (rural) a 0,8% (urbana) da população conforme a urbanização aumentava e o uso de calçados se tornou cada vez mais comum. No mundo cerca de 600 milhões de pessoas seguem infectadas, mas o número cai quase pela metade a cada década e os tratamentos estão cada vez mais eficientes. Milhares ainda morrem todos os anos em consequência da anemia ou de problemas cardíacos ou desidratação.
Em algumas comunidades rurais de Minas Gerais e do Nordeste Brasileiro os índices de infecção em 2006 ainda eram de cerca de 62% da população. Foi imortalizado na literatura com o conto sobre o Jeca Tatu, de Monteiro Lobato, que estava anêmico por causa dessa doença.